# Virginie Efira

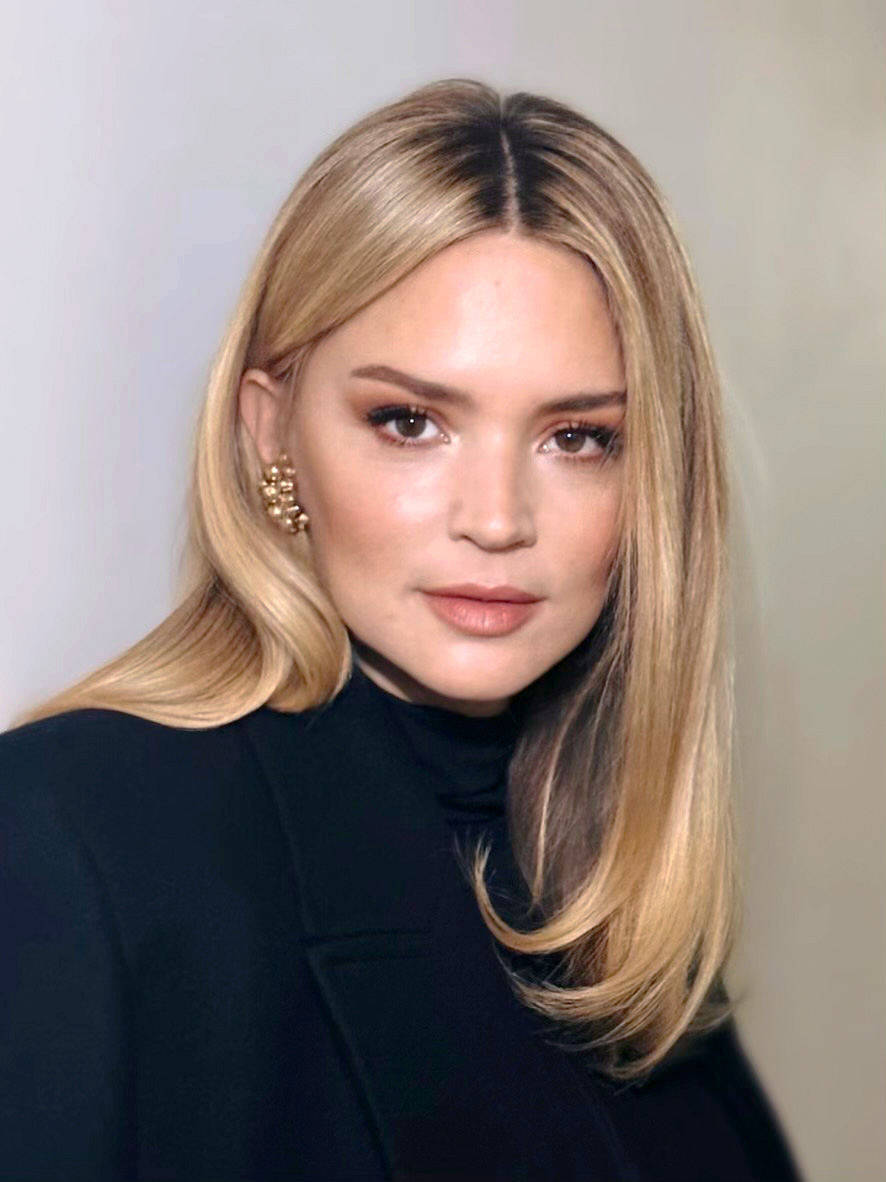
Virginie Efira, 2023

Virginie Efira (* 5. Mai 1977 in Schaerbeek) ist eine belgische Schauspielerin. Von 1998 bis 2010 war sie Moderatorin im belgischen und französischen Fernsehen.

## Werdegang

### Jugend und Ausbildung
Virginie Efira ist die Tochter der im Luberon lebenden Kosmetikerin, Künstlerin und Restauratorin Carine Verelst und des Professors und Onkologen André Efira. Sie wurde 1977 in Schaerbeek geboren, einer von 19 Gemeinden der zweisprachigen Region Brüssel-Hauptstadt in Belgien. Sie hat eine Schwester und zwei Brüder. Ihre Schwester spielt American Football; einer ihrer Brüder ist Maler, der andere Bruder baut Baumhäuser in Südamerika. Sie studierte Latein, Mathematik, Psychologie und Sozialwissenschaften. Nach ihrem Schulabschluss ging sie auf das Institut national supérieur des arts du spectacle et des techniques de diffusion (INSAS) und das Königliche Konservatorium in Brüssel, eine der sechs öffentlichen Hochschulen für Musik- und Theater in Belgien.

### TV-Moderatorin
Efira trat 1998 eine Stelle beim belgischen Fernsehsender Club RTL an. Marc Nivesse, der Produzent von Mégamix, einer Fernsehsendung für Jugendliche, wählte sie aus, die Sendung zusammen mit Lidia Gervasi zu moderieren.
Im Jahr 2000 hatte sie neben Patrick Ridremont, ihrem zukünftigen Ehemann, einen Gastauftritt in einer Folge der Fernsehsendung Night Shop beim Fernsehsender Canal+ Belgique.
Ab September 2002 moderierte sie täglich zur Hauptsendezeit in Belgien beim Fernsehsender RTL TVI mit Frédéric Herbays zunächst die Fernsehsendung Star Academy und in der Folge À la Recherche de la Nouvelle Star.
Während eines Castings für die Wetterdurchsage im Jahr 2003 beim französischen Fernsehsender M6 entdeckt, wurde sie schnell das neue Gesicht der Unterhaltungssparte des Fernsehsenders. Noch im selben Jahr war sie Co-Moderatorin im Finale der Opération séduction aux Caraïbes und moderierte dann unter anderem Le Grand Zap, La Saga des …, Follement Gay, Absolument 80/90, Le Grand Piège und Drôles d’équipes. In ihrer Zeit beim Fernsehsender M6 moderierte sie 2005 Classé Confidentiel. 2006 trat sie als Nachfolgerin von Benjamin Castaldi, der zum französischen Fernsehsender TF1 gewechselt war, die Moderation der Sendung Nouvelle Star an. Daneben moderierte sie weiterhin vereinzelt Sendungen für den Fernsehsender RTL-TVI in Belgien.
Mit ihrem Wechsel zum französischen Fernsehsender Canal+ im Juni 2008 gab sie die Moderation der Fernsehsendung Nouvelle Star auf. In der Folgezeit moderierte sie die Unterhaltungssendung Canal Presque mit Ahmed Hamidi, einem Ex-Autor bei Les Guignols de l’info.
Im Jahr 2010 erklärte sie in Paris Match, einer französischen wöchentlich erscheinenden Illustrierten, dass sie nicht in das Unterhaltungsfernsehen wechseln, sondern sich auf ihre Schauspielkarriere konzentrieren werde.
Efira trat 2010 in der Fernsehsendung von Frédéric Lopez Rendez-vous en terre inconnue auf, in der sie auf Vertreter der mongolischen Minderheit Tsaatan traf. Die Folge wurde vom Fernsehsender France 2 ausgestrahlt und erreichte eine Rekordeinschaltquote von 8,1 Millionen Zuschauern. Im Jahr 2013 wurde sie von Frédéric Lopez in die Fernsehsendung La Parenthèse inattendue eingeladen, neben Philippe Gildas und Tony Estanguet.

### Schauspielerin
Ihre ersten Erfahrungen in ihrer Schauspiellaufbahn machte sie als Synchronsprecherin. In den Jahren 2004 bzw. 2006 synchronisierte sie bei den Realfilmen Garfield und Garfield 2 jeweils Liz Wilson, die von der US-amerikanischen Schauspielerin Jennifer Love Hewitt verkörpert wurde. Sie drehte dann den Kurzfilm Africains poids moyens, einen belgisch-kongolesischen Film von Daniel Cattier, welcher im folgenden Jahr beim 15. Festival du Cinéma Africain vorgestellt wurde. Im Jahr 2005 synchronisierte sie Piper Pinwheeler in dem Computeranimationsfilm Robots. Sie spielte dann in dem Theaterstück Pour ses beaux yeux von René de Obaldia in Belgien am Théâtre de la Valette.
Efira drehte 2006 einen 52-minütigen Spielfilm für einen Fernsehsender und mit Bruno Putzulu den Fernsehfilm Un amour de fantôme. Sie verkörperte auch die Ehefrau von Bohort in der französischen Fernsehserie Kaamelott. Ein Jahr später spielte sie neben Alban Lenoir, Simon Astier und Elise Otzenberger in der Fernsehserie Off Prime mit. Während dieser Zeit führten Bruno Solo und Stéphane Kopecky die Regie. Philippe Lefebvre ließ sie 2010 in Le Siffleur, an der Seite von Thierry Lhermitte und François Berléand, ihre erste Rolle in einem Kinofilm spielen. Im selben Jahr feierte sie zusammen mit Manu Payet und Clovis Cornillac ihren ersten Erfolg im Film L’amour c’est mieux à deux. Im folgenden Jahr spielte sie in der Liebeskomödie Glück auf Umwegen mit.
Auf Grundlage von fünf weiblichen Hauptrollen, die sie in diesem Jahr gespielt hatte, einschließlich der Verkörperung einer MILF in der Liebeskomödie It Boy – Liebe auf Französisch von David Moreau, wurde sie 2013 durch das Lifestyle-Magazin GQ zur „Frau des Jahres“ gewählt.
Im Jahr 2015 verkörperte sie die Rolle einer Mutter in der Komödie Familie zu vermieten von Jean-Pierre Améris. Im selben Jahr saß sie in der Jury des 26. Festival du film britannique de Dinard unter dem Vorsitz von Jean Rochefort. 2015 spielte Efira die Hauptrolle in dem Film Birnenkuchen mit Lavendel.
Im Jahr 2021 erhielt sie für die weibliche Hauptrolle in Albert Dupontels Tragikomödie Was dein Herz dir sagt – Adieu ihr Idioten! eine César-Nominierung. Im selben Jahr war sie beim Filmfestival von Cannes mit der Titelrolle in Paul Verhoevens umstrittenen Historiendrama Benedetta (2021) zu sehen und wurde in die Wettbewerbsjury der Filmfestspiele von Venedig berufen. Ein Jahr später übernahm sie die Hauptrolle in Rebecca Zlotowskis Melodram Les enfants des autres (2022), das in den Wettbewerb von Venedig eingeladen wurde.

### Pokern
Efira hat Poker gespielt. Im Jahr 2007 nahm sie an der Défi des As teil und warb für die Website Poker770. Außerdem spielte sie auch bei großen Turnieren wie der European Poker Tour in Deauville. Ohne bis dahin ein Turnier gewonnen zu haben, gab sie das Pokern im Jahr 2015 auf.

### Privatleben
Im Jahr 2000 ging Efira eine Beziehung mit dem Schauspieler und Produzenten Patrick Ridremont ein, der zu dem Zeitpunkt bereits drei Kinder hatte. Das Paar heiratete im Jahr 2002 und trennte sich drei Jahre später. Im Februar 2009 unterzeichnete das Paar in der Fernsehsendung Panique dans l’oreillette die Scheidungspapiere. Danach hatte sie eine Beziehung mit dem französischen Regisseur und Drehbuchautor Mabrouk El Mechri. Am 24. Mai 2013 kam ihre gemeinsame Tochter zur Welt. Das Paar trennte sich ein Jahr später. Efira ist in einer Beziehung mit Niels Schneider. Am 28. August 2023 kam ihr gemeinsamer Sohn zur Welt.

## Filmografie

### Als Darstellerin
- 2005: Africains poids-moyens (Kurzfilm)
- 2006: Kaamelott
- 2007: Off Prime
- 2009: Kaamelott
- 2009: Les barons
- 2007: Mon amour de fantôme
- 2010: En chantier, monsieur Tanner
- 2010: Le siffleur
- 2010: L’amour c’est mieux à deux
- 2010: Kill Me Please
- 2010: Glück auf Umwegen (La chance de ma vie)
- 2011: À la maison pour Noël
- 2011: Mein liebster Alptraum (Mon pire cauchemar)
- 2012: Hénaut Président
- 2013: Cookie
- 2013: Dead Man Talking
- 2013: It Boy – Liebe auf Französisch (20 ans d’écart)
- 2013: Les invincibles
- 2013: Zwischen den Wellen (En solitaire)
- 2015: Caprice
- 2015: Familie zu vermieten (Une famille à louer)
- 2015: Birnenkuchen mit Lavendel (Le goût des merveilles)
- 2016: Et ta sœur?
- 2016: Mein ziemlich kleiner Freund (Un homme à la hauteur)
- 2016: Elle
- 2016: Victoria – Männer & andere Missgeschicke (Victoria)
- 2017: Pris de court
- 2017: Call My Agent! (Dix pour cent, Fernsehserie)
- 2017: Not on My Watch (Pris de court)
- 2018: Ein Becken voller Männer (Le grand bain)
- 2018: An Impossible Love (Un amour impossible)
- 2018: Keep Going (Continuer)
- 2019: Sibyl – Therapie zwecklos (Sibyl)
- 2020: Bis an die Grenze (Police)
- 2020: Was dein Herz dir sagt – Adieu ihr Idioten! (Adieu les cons)
- 2021: Benedetta
- 2021: Lui
- 2021: Warten auf Bojangles (En attendant Bojangles)
- 2021: Madeleine Collins
- 2022: Revoir Paris
- 2022: Don Juan
- 2022: Les enfants des autres
- 2023: LOL, qui rit, sort! (Fernsehserie)
- 2023: L’amour et les forêts
- 2023: Rien à perdre
- 2023: Jusqu'ici tout va bien (Fernsehserie)
- 2023: Everything is Fine (Tout va bien, Fernsehserie)
- 2025: Vie privée

### Als Synchronsprecherin
- 2004: Garfield (Stimme von Liz Wilson)
- 2005: Robots (Stimme von Piper Pinwheeler)
- 2006: Garfield 2 (Stimme von Liz Wilson)
- 2008: Max & Co. (Stimme von Cathy)
- 2008: Ugly Betty (Stimme von Alexis Meade)
- 2011: Der gestiefelte Kater (Stimme von Kitty Pattes)
- 2012: Hotel Transsilvanien (Stimme von Mavis)
- 2015: Hotel Transsilvanien 2 (Stimme von Mavis)
- 2018: Die Abenteuer von Wolfsblut (Croc-Blanc, Stimme von Maggie Scott)

## Theaterauftritte
- 1999: L’étranger, Théâtre en Belgique
- 1999: Jacques Brel, Théâtre en Belgique
- 2003: Le ciel de lit, Théâtre de la Valette à Ittre.
- 2005: Pour ses beaux yeux, Théâtre de la Valette
- 2006: Die Katze auf dem heißen Blechdach (La chatte sur un toit brûlant)
- 2009: Nathalie, Théâtre Marigny

## Auszeichnungen
- Monte-Carlo Comedy Film Festival 2010: beste Schauspielerin in Glück auf Umwegen
- Magritte 2012: Publikumspreis
- Magritte 2012: Nominierung als beste Nebendarstellerin in Kill Me Please
- César 2019: Nominierung als beste Hauptdarstellerin in An Impossible Love
- César 2021: Nominierung als beste Hauptdarstellerin in Was dein Herz dir sagt – Adieu ihr Idioten!